# Dennis W. Sciama
Dennis William Sciama (* 18. November 1926 in Manchester; † 19. Dezember 1999 in Oxford) war ein britischer Physiker und beschäftigte sich insbesondere mit der Kosmologie.

## Leben und Wirken
Er besuchte das Malvern College und studierte danach an der Universität Cambridge, wo er Student von Paul Dirac wurde. Wie Dirac faszinierte ihn das Machsche Prinzip, nach dem lokale physikalische Phänomene von der Wirkung der Massen im gesamten Universum abhängen. Dort lernte er auch Hermann Bondi, Thomas Gold und Fred Hoyle kennen und wurde zu einem Anhänger der damals in England entwickelten  Steady-State-Theorie, einer unorthodoxen Alternative zur seit Edwin Hubbles Entdeckungen kanonisierten Urknalltheorie. In seiner Doktorarbeit im Jahre 1952 entwickelte er eine Gravitationstheorie, die auf dem Machschen Prinzip beruht.
Im Jahre 1959 heiratete er. Aus dieser Ehe gingen zwei Töchter hervor. Im selben Jahr ging er nach Princeton und Harvard. 1961 kehrte er nach Cambridge zurück. Zu dieser Zeit lag die Kosmologie etwas brach. Dennis Sciama gelang es, die Astrophysik und die Kosmologie zu einem kreativen Zweig der Physik zu machen, womit er mit Yakov Zeldovich in Russland und John Archibald Wheeler in Amerika zu einem der zur damaligen Zeit führenden Wissenschaftler auf diesem Gebiet wurde. Durch Gespräche überzeugte er auch Roger Penrose, sich der Gravitationstheorie zuzuwenden, wozu dieser bald wesentliche Beiträge lieferte.
In Cambridge unterrichtete er die bekannten Astrophysiker George F. R. Ellis, Brandon Carter, Stephen Hawking und Martin Rees. Dennis Sciama war einer der führenden Theoretiker der Theorie schwarzer Löcher und regte auch seine Studenten zu ihrer Erforschung an. Unter anderem regte er sie an, Roger Penroses topologische Ideen aufzugreifen, was Stephen Hawking dann auch mit großem Erfolg tat.
1961 entwickelte er mit T. W. B. Kibble eine Eichtheorie der Gravitation mit der Poincaré-Gruppe als Eichgruppe, die die Einstein-Cartan-Theorie umfasst.
Im Jahre 1965, als Arno Penzias und Robert Woodrow Wilson die kosmische Hintergrundstrahlung entdeckten und damit die Steady-State-Theorie unhaltbar wurde, gab er diese auf und wurde ein Anhänger der Urknalltheorie. Einer seiner Mitarbeiter zu dieser Zeit war Martin Rees.
1971 ging er an die Universität Oxford. Auch dort hatte er bekannte Schüler wie John D. Barrow, James Binney, Philip Candelas und David Deutsch. Von 1978 bis 1982 lehrte er auch zeitweise an der Universität von Texas. 1983 ging er zur „International School of Advanced Studies“ in Triest. Auch dort veröffentlichte er einige Theorien. Seit 1980 war er Mitglied der American Philosophical Society. 1982 wurde er in die Royal Society und die American Academy of Arts and Sciences gewählt. Von 1980 bis 1984 war er Vorsitzender der „International Society on General Relativity and Gravitation“. 1991 erhielt er die Faraday-Medaille (IOP).
Dennis Sciama blieb bis zu seinem Tod im Jahre 1999 wissenschaftlich aktiv. In der Verfilmung der Hawking-Biografie Die Entdeckung der Unendlichkeit wird Sciama von David Thewlis verkörpert.

## Veröffentlichungen (Auswahl)
- The Unity of the Universe. Doubleday, Garden City, N.Y. 1959
- The Physical Foundations of General Relativity. Doubleday, Garden City, N.Y. 1969
- Modern Cosmology. Cambridge University Press, Cambridge 1971
- Modern Cosmology and the Dark Matter Problem. Cambridge University Press, Cambridge 1993